# Selbstporträt mit einem Freund
Das Selbstporträt mit einem Freund (auch bekannt als Doppelporträt) ist ein Gemälde des italienischen Renaissance-Malers Raffael. Das 99 cm × 83 cm große, in Öl auf Leinwand gemalte Bild schuf Raffael zwischen 1518 und 1520. Es gehört zum Spätwerk des Künstlers und befindet sich heute im Musée du Louvre in Paris.

## Bildbeschreibung
Das Gemälde zeigt zwei Männer vor einem dunklen Hintergrund. Einer ist sitzend dargestellt und wirft den Blick dem anderen zu, der hinter ihm steht. Der Hintere schaut aus dem Bild heraus, zum Betrachter, und fasst mit seiner linken Hand auf die Schulter der vorderen Person. Beide Männer tragen einen Bart und sind mittleren Alters. Die Person im Vordergrund trägt eine schwarze Jacke über einem Faltenhemd und hält einen Säbel oder ein Florett mit der linken Hand, während er mit der rechten Hand aus dem Bild zeigt.
Es könnte sich um ein Freundschaftsporträt handeln, das für eine dritte Person gedacht war, die nicht auf dem Gemälde dargestellt wurde. Diese dritte Person wäre diejenige, die der hintere Mann ansieht und auf die der Sitzende zeigt. Darüber hinaus ist es möglich, dass die beiden einem Spiegel gegenübersitzen und auf das eigene Spiegelbild gezeigt wird beziehungsweise die hintere Person sich selbst betrachtet.

## Geschichte und Identifizierung

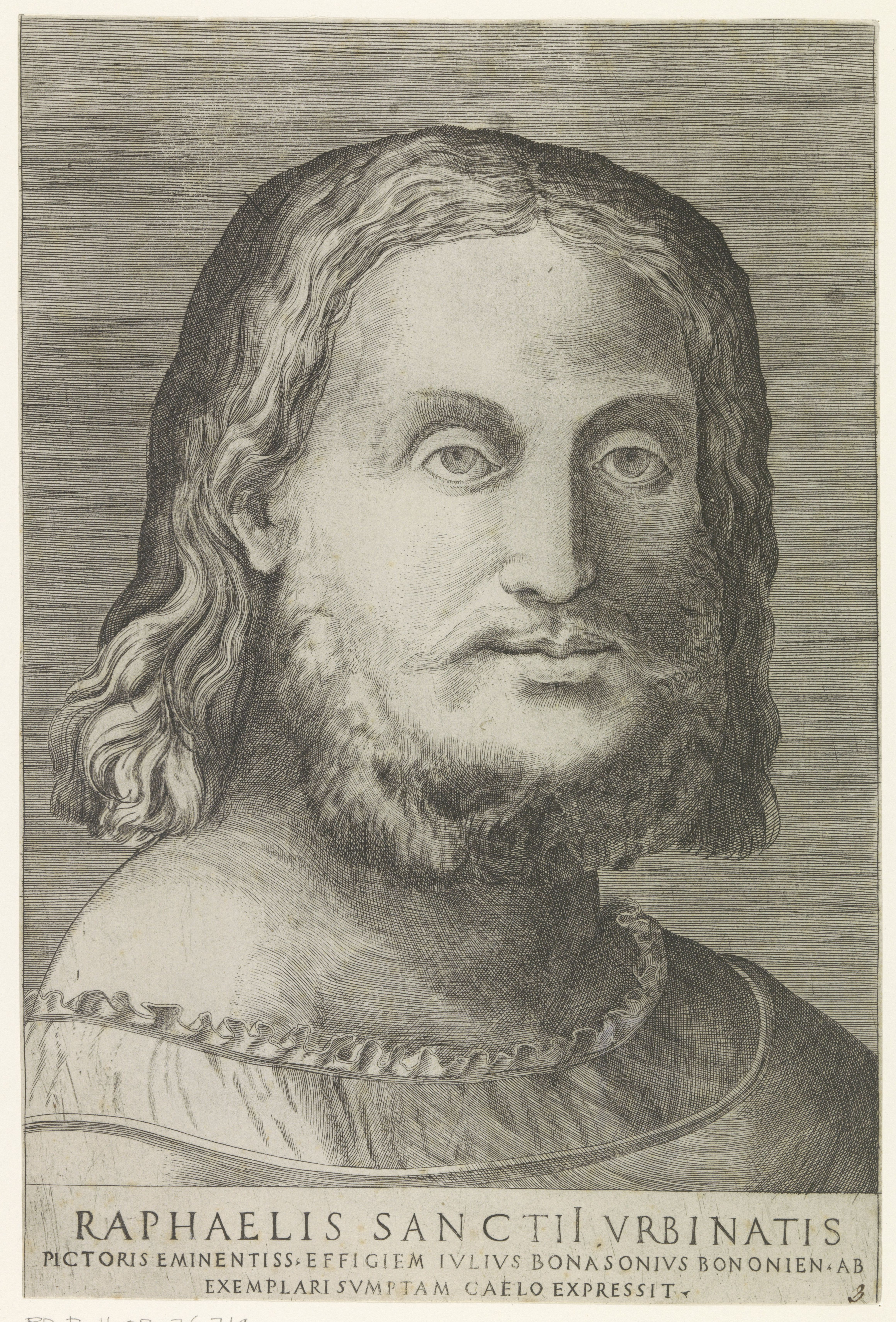
Giulio Antonio Bonasone, Porträt Raffaels, Kupferstich, 1530–1560

Die hintere Person stellt mit großer Wahrscheinlichkeit Raffael dar, jedoch gab es um ihre Identität sowie die Urheberschaft des Gemäldes lange Zeit Unklarheit. Das hängt damit zusammen, dass dieses Gemälde nicht in der Biografie Raffaels von Giorgio Vasari aufgelistet ist und auch keine zeitgenössischen italienischen Kopien vorhanden sind. Erstmals schriftlich erwähnt wurde das Gemälde 1608 von den beiden Franzosen Rascas de Bagarris und Nicolas-Claude Fabri de Peiresc, die es als einen Teil der Sammlung des Château de Fontainebleau beschreiben. 1625 wird es ebenso von dem Italiener Cassiano del Pozzo als ein Gemälde dieser Sammlung bezeichnet. Wie das Gemälde nach Frankreich kam, ist nicht bekannt. Peiresc ging davon aus, dass es ein Selbstporträt von Giovanni Antonio da Pordenone sei, del Pozzo hingegen hielt den Urheber für Jacopo da Pontormo. 1683 erfasste Charles Le Brun die gesamte Kunstsammlung von Ludwig XIV. Das Doppelporträt wurde mit der Nummer 10 aufgelistet und erstmals unter die Urheberschaft Raffaels gestellt.
Heute wird Raffael nicht mehr als Urheber des Gemäldes angezweifelt und die hintere Figur wird für sein Selbstbildnis gehalten. Die Identifikation des hinteren Manns mit Raffael existiert bereits seit der Renaissance. Für einen Kupferstich von Giulio Antonio Bonasone diente das Doppelporträt wahrscheinlich als Vorbild, denn es zeigt Raffael in sehr ähnlicher Weise wie auf dem Selbstbildnis. Dass es sich um Raffael handelt, wird durch eine entsprechende Beschriftung deutlich. Eine ähnliche Darstellung befindet sich in der Villa Lante al Gianicolo in Rom, wo ein Fresko den Kopf Raffaels in einem Tondo zeigt. Die Villa Lante al Gianicolo wurde von Raffael 1518 begonnen und nach seinem Tod von seinem Schüler Giulio Romano zwischen 1520 und 1521 fertiggestellt. Das Bildnis scheint daher zu Ehren Raffaels entstanden zu sein.
Die Identität des sitzenden Manns im Vordergrund ist nicht eindeutig geklärt. Die Annahme von Charles Le Brun, bei der Person handele es sich um Jacopo da Pontormo, hielt sich bis in die Mitte des 18. Jahrhunderts, bis François-Bernard Lépicié in seinem zwischen 1752 und 1754 verfassten Katalog der königlichen Sammlung die fiktive Figur des Fechtlehrers einführte. Seitdem wurde die zweite Person immer wieder als Raffaels Fechtlehrer bezeichnet.
Zeitgenössische Kunsthistoriker haben verschiedene Theorien, wer die Person sein könnte, gehen jedoch fast ausschließlich davon aus, dass es ein enger Freund Raffaels gewesen sein müsse. Eine Möglichkeit wäre Giovanni Battista Branconio dell’Aquila, ein päpstlicher Notar und guter Freund Raffaels, der nach dessen Ableben zu seinem Testamentsvollstrecker wurde. Kritiker dieser Theorie halten das für unwahrscheinlich, da Branconio zehn Jahre älter als Raffael war, die beiden dargestellten Männer jedoch ungefähr gleichaltrig dargestellt wurden. Darüber hinaus wäre es nicht angemessen gewesen, dass Raffael eine bekannte Person des römischen Lebens in der dargestellten Art und Weise anfasste. Eine andere Theorie besagt, es sei Pietro Aretino und das Gemälde ein Geschenk für den gemeinsamen Freund Agostino Chigi gewesen. Häufig wird die Person auch in der Nähe von Raffaels Werkstatt gesucht. Es könnte daher einer seiner Schüler oder Mitarbeiter sein, möglicherweise Giulio Romano oder Polidoro da Caravaggio.